# Mildred Wiley
Mildred Olive Wiley (później Dee, ur. 3 grudnia 1901 w Taunton, zm. 7 lutego 2000 w Bourne) – amerykańska lekkoatletka specjalizująca się w skoku wzwyż, uczestniczka letnich igrzysk olimpijskich w Amsterdamie (1928), brązowa medalistka olimpijska w skoku wzwyż. 

## Sukcesy sportowe
- mistrzyni Stanów Zjednoczonych w skoku wzwyż – 1928[1]
- dwukrotna halowa mistrzyni Stanów Zjednoczonych w skoku wzwyż – 1927, 1928[2]

| Rok  | Miasto    | Zawody               | Konkurencja | Wynik         |
| ---- | --------- | -------------------- | ----------- | ------------- |
| 1928 | Amsterdam | Igrzyska olimpijskie | skok wzwyż  | brązowy medal |

## Rekordy życiowe
- skok wzwyż – 1,57 – Pasadena, lipiec 1928[3]